# Édouard Salsé
Pour les articles homonymes, voir Salsé.
Édouard Salsé, né le 7 juillet 1923 à Barcelone et décédé le 2 août 1998 à Roses[réf. nécessaire], est un joueur français de rugby à XV évoluant au poste de deuxième ligne. Durant sa carrière, il joue avec le Section paloise et avec le FC Lourdes.

## Biographie
Édouard Salsé a été champion de France avec la Section paloise en 1946,. Il formait alors avec Pierre Aristouy une seconde ligne réputée.
Après le titre de champion de France avec la Section paloise, Édouard Salsé poursuit sa carrière au FC Lourdes, club avec lequel il remporte un second titre de champion de France en 1952.
Ses neveux Marcel Salsé et Alain Salsé ont également évolué à la Section paloise.

## Carrière de joueur
- Section paloise : de 1945 à 1950, de 1952 à 1953[réf. nécessaire]
- FC Lourdes : de 1950 à 1952[réf. nécessaire]

## Palmarès
- Championnat de France de première division[1] :
  - Champion (2) :
    - Championnat de France de rugby à XV 1945-1946 avec la Section paloise
    - Championnat de France de rugby à XV 1951-1952 avec le FC Lourdes
- Coupe de France[1] :
  - Finaliste (1) : Coupe de France de rugby à XV 1945-1946 avec la Section paloise face au Stade toulousain, vainqueur sur le score de 6 à 3.
  - Vainqueur (1) : Coupe de France de rugby à XV 1950-1951 avec le FC Lourdes